# ウィリアム・ダグラス＝ハミルトン (第12代ハミルトン公爵)
ウィリアム・アレグザンダー・ルイス・スティーヴン・ダグラス＝ハミルトン KT（William Alexander Louis Stephen Douglas-Hamilton, 12th Duke of Hamilton, 9th Duke of Brandon, 2nd Duke of Châtellerault, 1845年3月12日 - 1895年5月16日）は、スコットランドの貴族。第12代ハミルトン公爵および第9代ブランドン公爵。1864年よりフランスの第2代シャテルロー公爵。

## 生涯
第11代ハミルトン公爵とその妻でバーデン大公カールの娘であるマリー・アマーリエの間の第1子、長男として、ロンドン・ベイズウォーター地区のコノート・プレイス（Connaught Place）で生まれた。イートン校を経てオックスフォード大学のクライストチャーチ学寮で学んだ。非常に屈強な体格の持ち主で、若い頃はボクシングに、その後は競馬やヨット競争に熱中した。乗馬などの趣味に金をつぎ込み、1867年にグランドナショナルで所有していた「コートルヴィン（Cortolvin）」という馬が優勝するまでは、経済的に破滅する寸前だったという。
1864年に母方の親類にあたるフランス皇帝ナポレオン3世は、1548年にフランス王アンリ2世がスコットランド摂政の第2代アラン伯爵に授けたシャテルロー公爵位を復活させ、第12代ハミルトン公爵にその爵位を授与した。
1873年12月10日、キンボルトン城において第7代マンチェスター公爵の娘メアリー・モンタギュー（1854年 - 1934年）と結婚した。公爵夫妻の間に生まれた一人娘のメアリー・ルイーズ（1884年 - 1957年）は、第6代モントローズ公爵の夫人となった。
1895年に男子の無いまま死去し、爵位は第5代ハミルトン公爵の弟の子孫にあたるアルフレッド・ダグラス＝ハミルトンに引き継がれた。